# Słoboda-Szłyszkowećka
Słoboda-Szłyszkowećka (ukr. Слобода-Шлишковецька, hist. pol. Szliszkowiecka Słobódka) – wieś na Ukrainie, w obwodzie winnickim, w rejonie mohylowskim. W 2001 roku liczyła 538 mieszkańców.

## Dwór
- parterowy dwór nakryty dachem dwuspadowym, wybudowany w 1830 r. w stylu włoskiego klasycyzmu przez Salomeę Jaroszyńską-Dawidowską[2]. Od frontu piętrowy portyk z czterema kolumnami podtrzymującymi  trójkątny fronton. Na końcach skrzydeł budynki z płaskim dachem. Obok park. Obiekt zniszczony w 1918 r.[3]